# قلعه کهنه (رونج)
قلعه کهنه رونج مربوط به دوران‌های تاریخی پس از اسلام است و در ۲۵ کیلومتری جنوب غربی تربت جام واقع شده و این اثر در تاریخ ۲۵ اسفند ۱۳۷۹ با شمارهٔ ثبت ۳۱۰۳ به‌عنوان یکی از آثار ملی ایران به ثبت رسیده‌است.